# Cmentarz wojenny nr 190 – Janowice
Cmentarz wojenny nr 190 w Janowicach – austriacki, zabytkowy cmentarz z I wojny światowej w Janowicach, województwie małopolskim, powiecie tarnowskim, w gminie Pleśna. Jeden z ponad 400 zachodniogalicyjskich cmentarzy wojennych zbudowanych przez Oddział Grobów Wojennych C. i K. Komendantury Wojskowej w Krakowie. W VI okręgu tarnowskim cmentarzy tych jest 63.

## Opis cmentarza
Zaprojektowany przez Heinricha Scholza jako odrębna kwatera na cmentarzu parafialnym. Znajduje się na zboczu i ma kształt wydłużonego prostokąta. Ogrodzenie tworzy kamienny mur nakryty betonowym daszkiem. Wejście przez niską, metalową, dwuskrzydłową furtkę. W naprzeciwległym do furtki boku cmentarza w wysuniętym na zewnątrz prostokąta trapezowym placyku główny pomnik cmentarza. Ma postać prostokątnej, betonowej ściany pomnikowej z dużą płaskorzeźbą ukrzyżowanego Chrystusa. W dolnej części ściany napis w języku niemieckim, w tłumaczeniu na język polski oznaczający: „Wrota śmierci prowadzą wiernych w nieśmiertelność. Szczęśliwi żegnają nas, dzięki których ofierze żyją”. Poniżej tego pomnika na środku cmentarza znajduje się odrębna mogiła z betonowym obrzeżem i dużą trapezową stelą zwieńczoną łacińskim krzyżem. Umieszczona na niej tablica inskrypcyjna informuje, że jest to mogiła 11 żołnierzy o nieznanych nazwiskach, którzy polegli we wrześniu 1939 r. w walce z hitlerowskim najeźdźcą.
Groby żołnierzy poległych w I wojnie światowej w trzech długich, równoległych rzędach. Nagrobki w postaci betonowych cokołów z tabliczkami imiennymi i żeliwnymi krzyżami trzech rodzajów:
- jednoramienne krzyże maltańskie z wieńcem laurowym i datą 1914,
- dwuramienne krzyże lotaryńskie z wieńcem laurowym i datą 1914,
- wyższe, jednoramienne krzyże łacińskie z okrągłą, zębatą glorią i tabliczką imienną.

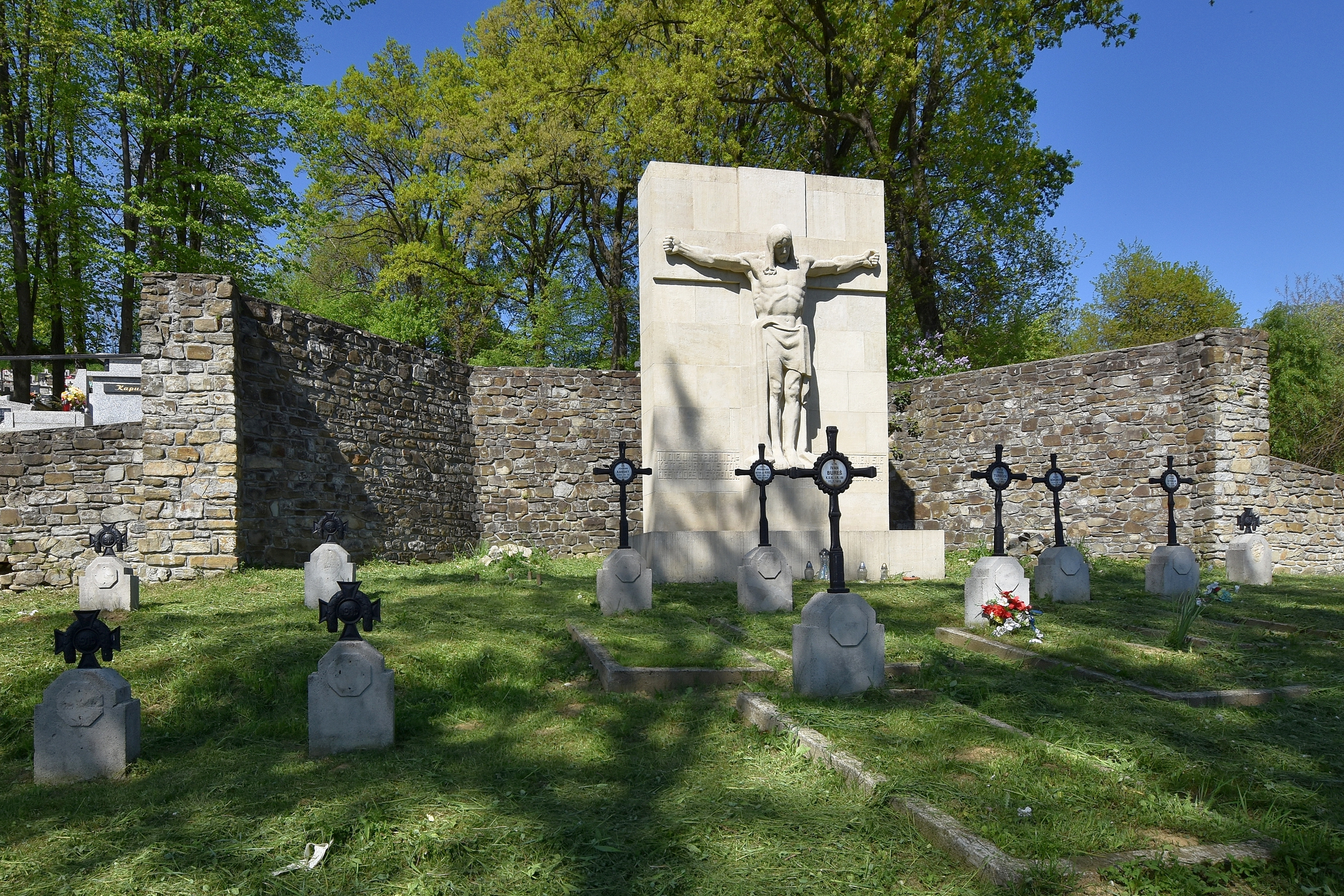
Ściana pomnikowa
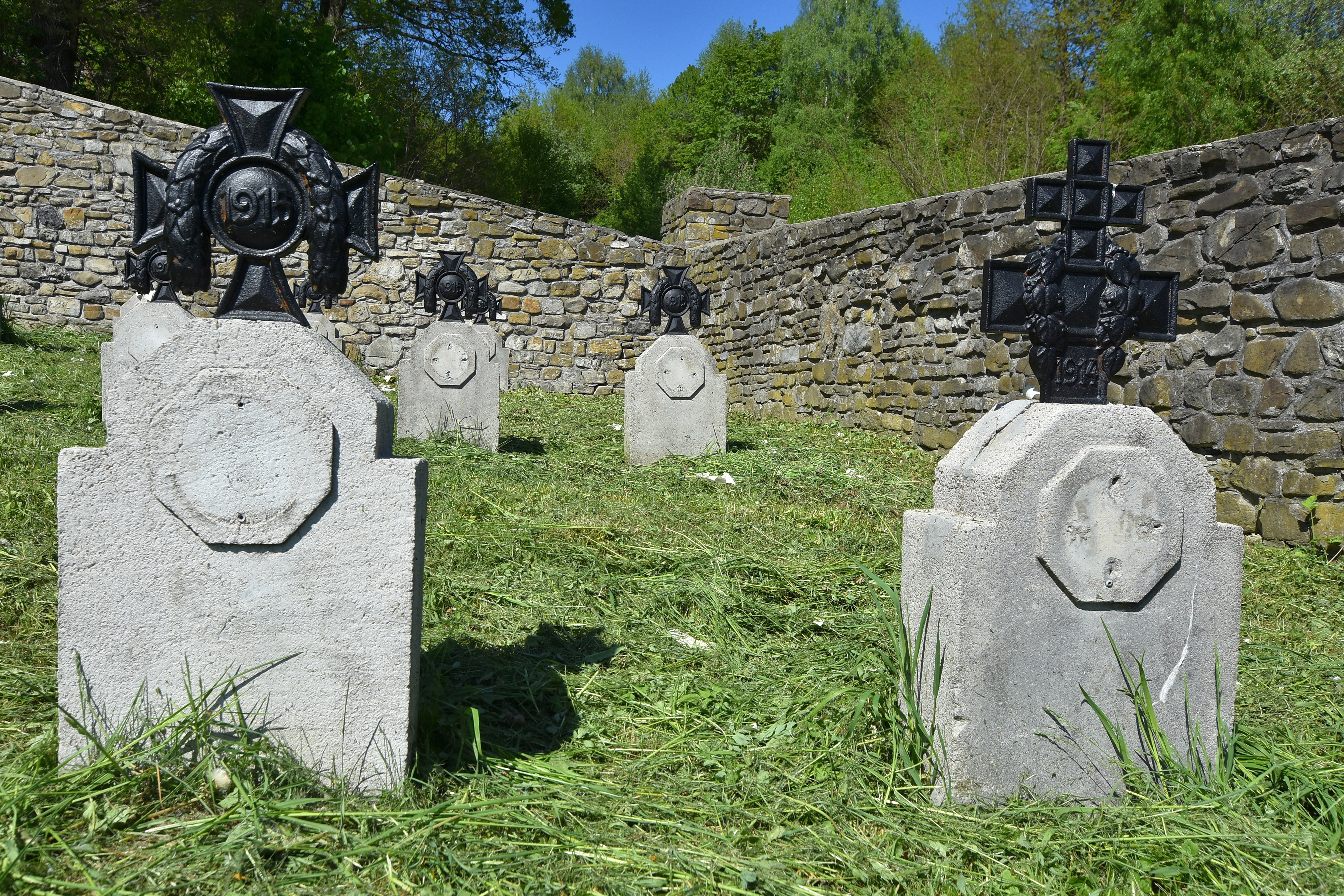
Nagrobki z krzyżami maltańskim i lotaryńskim
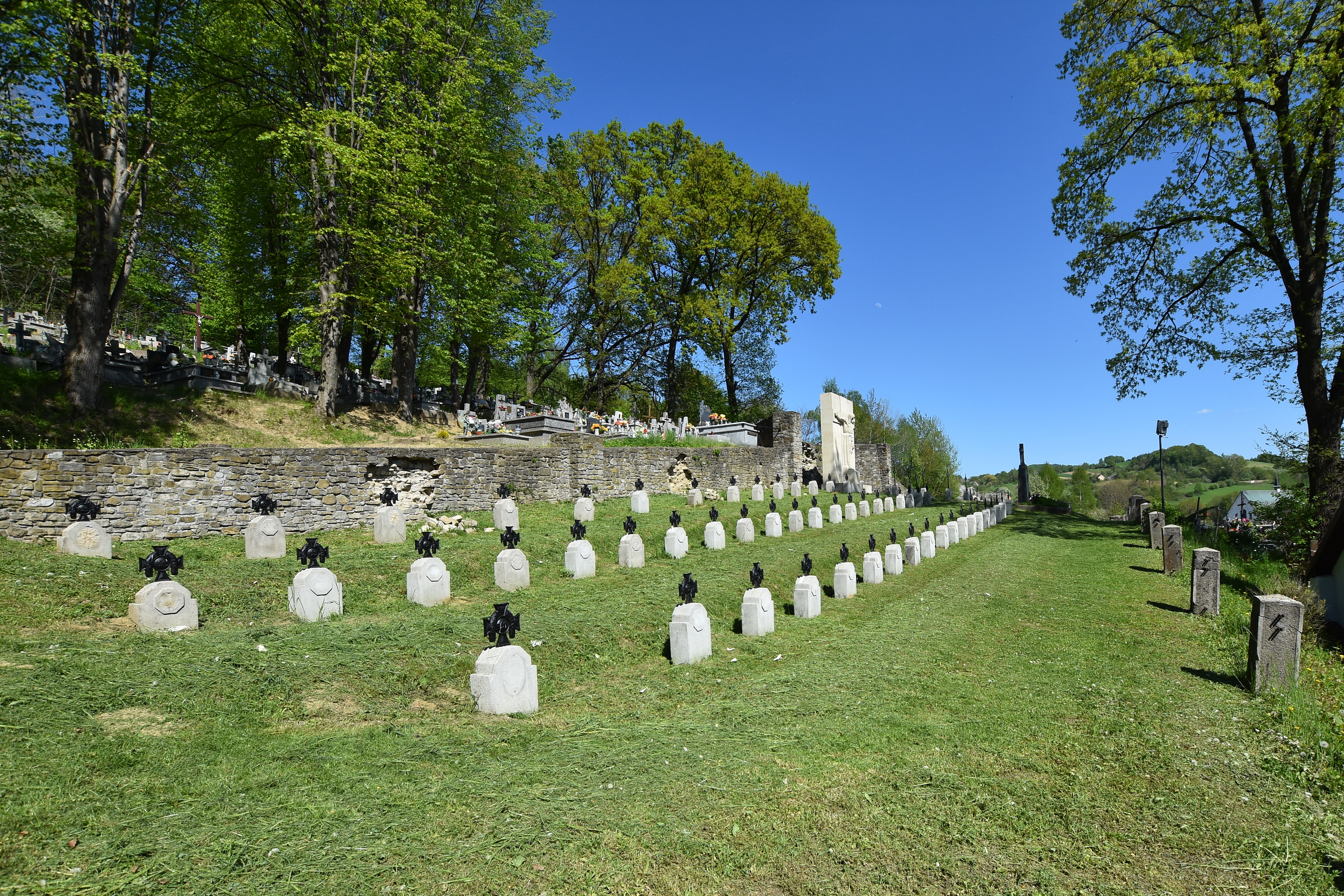
Fragment cmentarza

## Polegli
W 20 grobach zbiorowych i 76 pojedynczych pochowano tu 114 żołnierzy armii austro-węgierskiej i 16 żołnierzy armii rosyjskiej.

## Losy cmentarza
Po II wojnie światowej ranga cmentarza z początku wieku w świadomości społeczeństwa i władz zmalała, przybyły bowiem nowe cmentarze i dramatyczne historie kolejnej wojny. Cmentarz uległ w naturalny sposób niszczeniu przez czynniki pogody i roślinność. Dopiero od lat 90. XX w zaczęto bardziej dbać o cmentarze z I wojny światowej. W latach 2000–2001 cmentarz został odnowiony ze środków Rady Ochrony Pamięci Walk i Męczeństwa. W 2009 r. został wciągnięty na listę zabytków nieruchomych. W 2018 roku cmentarz był w bardzo dobrym stanie.